# Kuşadası
Kuşadası là một huyện thuộc tỉnh Aydın, Thổ Nhĩ Kỳ. Huyện có diện tích 225 km² và dân số thời điểm năm 2007 là 73543 người, mật độ 327 người/km².